# تالار بازار کوئوپیو
تالار بازار کوئوپیو (انگلیسی: Kuopio Market Hall) یک بازار به سبک «هنر نو» در میدان بازار کوئوپیو در منطقه مولتی‌مکی در کوئوپیو در فنلاند است. این بازار دارای یک مرکز فروش برای ۳۰ شرکت است. این بازار در تمام طول سال و شش روز هفته باز است.

## خدمات
این بازار به خاطر فروش گوشت و پای ماهی سنتی به نام کالاکوکو و همچنین اقلام صنایع دستی دست‌ساز شناخته می‌شود. مرکز خرید آپاجا در زیر بازار قرار دارد.

## تاریخچه
این ساختمان توسط یوهان ویکتور استرومبرگ طراحی شده و بازار در آگوست ۱۹۰۲ فعالیت خود را آغاز کرد. پیش از ساخت بازار، این منطقه به عنوان اصطبل اسب استفاده می‌شد. این بازار در سال ۱۹۱۴ با یک مرکز بازرسی گوشت طراحی شده توسط آرنه سیرلیوس گسترش یافت که اکنون به عنوان بازار ماهی فعالیت می‌کند. بعدها، ظاهر تالار بهبود یافته و بازسازی‌های داخلی انجام شده است. تخریب تالار بازار آخرین بار به طور جدی در دهه ۱۹۶۰ مورد بحث قرار گرفت. با این حال، تصمیم گرفته شد که تالار بازار در اوایل دهه ۱۹۷۰ بازسازی شود. رنگ‌آمیزی فعلی ساختمان به این دوره برمی‌گردد.

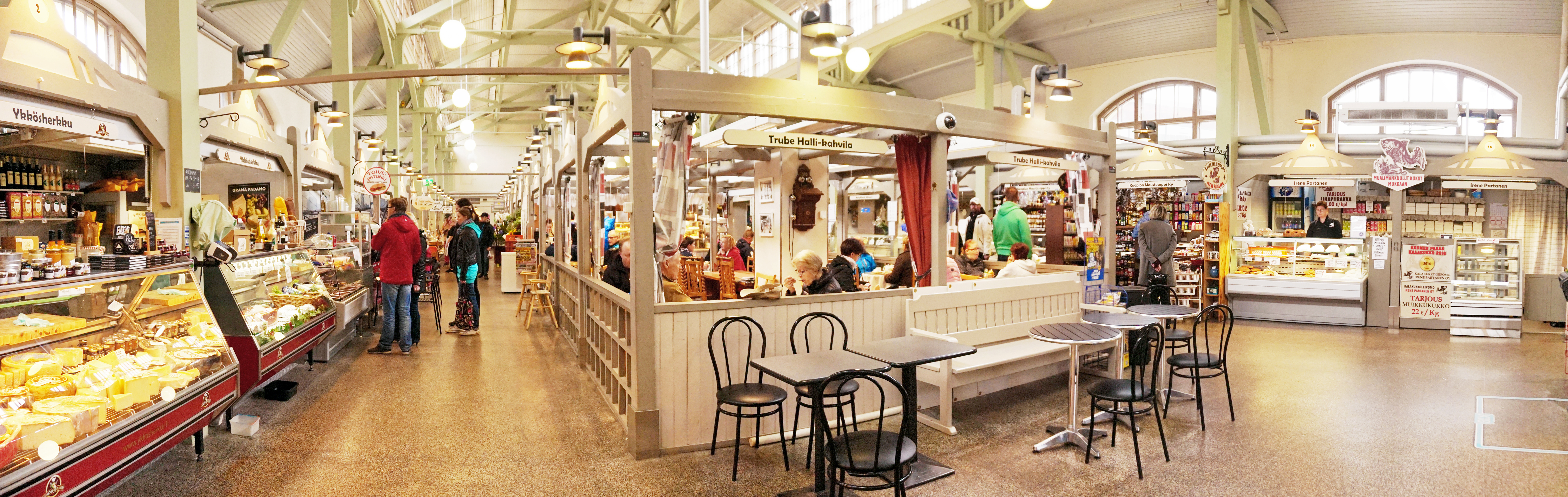
تالار داخلی بازار

پروژه تالار بازار از دهه ۱۸۷۰ برنامه‌ریزی شده بود. الزامات خلوص برای فروش مواد غذایی افزایش یافته بود و بنابراین نیاز به ساخت یک پایانه فروش دائمی در بازار نیز برای کووپیو مطرح شد. در همان زمان، ساخت یک ساختمان بازار نیز برای میدان برنامه‌ریزی شده بود، اما هرگز اجرا نشد. همچنین تالار بازار که در همان زمان برای میدان بندر برنامه‌ریزی شده بود، هرگز محقق نشد.
مجسمه‌ای به نام «ولجمیس» (Veljmies) در ضلع شرقی سالن بازار و مجسمه دیگری به نام «سیسکوتیتو» (Siskotyttö) در ضلع غربی بازار قرار دارد.